# Günter Jäger
Günter Jäger (* 21. Dezember 1935 in Haan) ist ein ehemaliger deutscher Fußballnationalspieler. Von 1955 bis 1963 absolvierte der Defensivspieler bei Fortuna Düsseldorf in der damals erstklassigen Fußball-Oberliga West 140 Ligaspiele (1 Tor). Am 24. September 1958 kam er in Kopenhagen beim Freundschaftsspiel der Fußballnationalmannschaft gegen Dänemark beim 1:1-Unentschieden, dem ersten Länderspiel nach der Weltmeisterschaft 1958 in Schweden, zum Einsatz.

## Laufbahn
Beim VfB 03 Hilden eröffnete Günter Jäger 1946 seine Karriere in der Jugend. Im Jahr 1951 schloss er sich dem VfL Benrath an und wurde 1954 vom DFB in die Jugendnationalmannschaft berufen. An der Seite von Mitspielern wie Manfred Eglin (Torhüter), Hermann Nuber, Ernst-Günter Habig und des überragenden Torjägers Uwe Seeler absolvierte Jäger im April 1954 alle sechs Spiele im FIFA-Juniorenturnier. Am 19. April endete das Endspiel gegen Spanien 2:2-Remis. Spanien wurde durch das bessere Torverhältnis aus der Vorschlussrunde Turniersieger.
Ab der Saison 1955/56 spielte Günter Jäger bei Fortuna Düsseldorf in der Oberliga West. Durch einen Beinbruch im Ablösespiel gegen Benrath vor Rundenstart, konnte er durch die Verletzungsfolgen lediglich ein Oberligaspiel in seinem ersten Düsseldorfer Jahr bestreiten.
Als Fortune nahm er als Ersatzspieler an den Olympischen Spielen 1956 in Melbourne teil. Bei der 1:2-Niederlage am 24. November 1956 in Melbourne gegen den späteren Olympiasieger Sowjetunion kam er nicht zum Einsatz. Ab der Saison 1957/58 gehörte er der Stammelf von Fortuna Düsseldorf in der Oberliga West an. Am 26. Mai 1957 wurde er erstmals vom DFB in die Juniorennationalmannschaft U-23 berufen. Beim 1:1-Remis in Bayreuth gegen die Tschechoslowakei bildete er als Mittelläufer mit Torhüter Fritz Ewert und dem Verteidigerpaar Herbert Dienelt und Hermann Höfer den Kern der Defensive. Am 26. Februar 1958 folgte sein zweiter Einsatz in der Juniorenauswahl beim Länderspiel in Wuppertal gegen Belgien (4:1).
Nach der Fußballweltmeisterschaft 1958 debütierte er am 24. September beim 1:1 gegen Dänemark in der deutschen Fußballnationalmannschaft. Weitere Einsätze im A-Nationalteam folgten dann aber nicht mehr. Mit seinem dritten Einsatz in der U-23-Auswahl am 10. Mai 1959 in Bochum gegen England (2:2) beendete Jäger seine internationale Karriere.
Im letzten Jahr der alten erstklassigen Oberligaära, 1962/63, fehlte Jäger der Fortuna durch einen Achillessehnenriss die komplette Vorrunde. Erst am 3. Februar 1963 bestritt er sein erstes Rundenspiel. Am letzten Rundenspieltag, den 11. Mai 1963, verabschiedete er sich mit einem 1:1-Heimremis gegen den FC Schalke 04 aus Düsseldorf. Mit den Außenläufern Hermann Straschitz und Manfred Krafft bekämpfte er die Schalke-Offensive mit Reinhard Libuda, Hans Nowak, Willi Koslowski, Waldemar Gerhardt und Manfred Kreuz. Mit dem 13. Tabellenrang konnte sich Fortuna Düsseldorf nicht für die neue Bundesliga zur Saison 1963/64 qualifizieren. Der Abwehrspieler schloss sich im Sommer 1963 dem Wuppertaler SV in der neuen Fußball-Regionalliga West an.
Der Rundenstart fand am 4. August 1963 im Stadion am Zoo gegen Viktoria Köln statt. WSV-Trainer Robert Gebhardt hatte die heimische Läuferreihe mit Erich Haase, Jäger und Vitus Sauer formiert. Es reichte zu einem 2:1-Erfolg gegen die Elf von Trainer Hennes Weisweiler. Am Rundenende feierte Jäger mit seinen Kollegen hinter Alemannia Aachen die Vizemeisterschaft, vor Fortuna Düsseldorf auf dem dritten Rang. Die zwei Qualifikationsspiele zur Teilnahme an der Aufstiegsrunde zur Fußball-Bundesliga gegen den Südwestvizemeister FK Pirmasens wurden aber mit 0:2 und 1:2 Toren verloren. Insbesondere der Klasse der zwei Angreifer Hugo Dausmann und Helmut Kapitulski war die Defensive der Wuppertaler nicht gewachsen. Nach insgesamt 52 Regionalligaeinsätzen für Wuppertal beendete Günter Jäger im Sommer 1966 seine höherklassige Laufbahn.